# Hrádek (Krajková)
Hrádek (německy Pürgles) je malá vesnice, část obce Krajková v okrese Sokolov v Karlovarském kraji. Nachází se asi 2,5 kilometru jižně od Krajkové. Je zde evidováno 18 adres. V roce 2011 zde trvale žilo osm obyvatel.
Součástí vesnice je i území bývalé osady Markvarec (německy Marklesgrün), která ležela při silnici z Krajkové do Hrádku. Osada zanikla v roce 1956.
Hrádek leží v katastrálním území Hrádek u Krajkové o rozloze 4,02 km². V katastrálním území Hrádek u Krajkové leží i Anenská Ves. Hrádek leží i v katastrálním území Markvarec u Krajkové o rozloze 2,17 km².

## Historie
První písemná zmínka o vesnici pochází z roku 1300.
Vesnice po mnoho století náležela majitelům hartenberského panství. V západní části sídla bylo lokalizováno tvrziště, obehnané kruhovým valem. Na konci padesátých let 20. století již nebylo nalezeno. Po roce 1945 došlo k nucenému vysídlení německého obyvatelstva a počet obyvatel vesnice se výrazně zredukoval. Většina domů byla stržena a zbývající modernizovány. Z původní převážně hrázděné lidové architektury se nic nedochovalo.

## Přírodní poměry
Hrádek se rozkládá na svazích předhůří Krušných hor klesajících směrem k Sokolovské pánvi. Spolu s okolními osadami leží na svorech krušnohorského krystalinika. Územím protéká Habartovský potok. V katastrální území Markvarec u Krajkové roste mohutný památný kaštan.

## Obyvatelstvo
| Rok            | 1869 | 1880 | 1890 | 1900 | 1910 | 1921 | 1930 | 1950 | 1961 | 1970 | 1980 | 1991 | 2001 | 2011 | 2021 |
| -------------- | ---- | ---- | ---- | ---- | ---- | ---- | ---- | ---- | ---- | ---- | ---- | ---- | ---- | ---- | ---- |
| Počet obyvatel | 416  | 410  | 352  | 400  | 444  | 447  | 475  | 106  | 101  | 62   | 25   | 5    | 5    | 8    | 22   |
| Počet domů     | 64   | 67   | 67   | 68   | 72   | 73   | 82   | 82   | -    | 13   | 5    | 3    | 3    | 5    | 7    |

| Rok            | 1869 | 1880 | 1890 | 1900 | 1910 | 1921 | 1930 | 1950 | 1961 | 1970 | 1980 | 1991 | 2001 | 2011 | 2021 |
| -------------- | ---- | ---- | ---- | ---- | ---- | ---- | ---- | ---- | ---- | ---- | ---- | ---- | ---- | ---- | ---- |
| Počet obyvatel | 188  | 182  | 165  | 193  | 185  | 175  | 185  | 6    | 13   | 8    | -    | -    | -    | -    | -    |
| Počet domů     | 28   | 29   | 30   | 31   | 30   | 30   | 33   | 33   | -    | 2    | -    | -    | -    | -    | -    |

## Obecní správa
Při sčítání lidu v letech 1850–1879 Hrádek byl osadou obce Krajková v okrese Falknov. V letech 1880–1952 byl samostatnou obcí v okrese Falknov nad Ohří (v letech 1890–1910 Falknov). Od roku 1953 je opět částí obce Krajková v okrese Sokolov. V letech 1880–1952 k obci patřila Anenská Ves.